# Yvan Quentin
Yvan Quentin (Collombey-Muraz, 2 maggio 1970) è un ex calciatore svizzero, di ruolo difensore.

## Carriera
In carriera ha giocato per Sion, Neuchatel Xamax e Zurigo, oltre a scendere in campo per la Nazionale Svizzera, partecipando a 41 incontri, tra cui partite dei Mondiali 1994 e degli Europei 1996. Nel 2004 si è ritirato, dopo essere tornato per un ultimo anno al Sion.

## Palmarès
- Campionato svizzero: 2

Sion: 1991-92, 1996-97
- Coppa Svizzera: 5

Sion: 1990-91, 1994-95, 1995-96, 1996-97
Zurigo: 1999-00